# Шаљска Бистрица
Шаљска Бистрица (алб. Bistricë e Shalës) је насеље у општини Лепосавић на Косову и Метохији. Површина катастарске општине Шаљска Бистрица где је атар насеља износи 787 ha. Село се налази 16 km  југоисточно од Лепосавићa са обе стране средњег тока Бистрице, десне притоке Ибра. У граничном појасу су села Кошутово, Церања и општина Косовска Митровица. Спада у насеља разбијеног типа. Средња надморска висина села је 590м. Земље за обрађивање у селу има мало. Њиве су поред реке, под повртарским културама и кукурузом. Око села има шуме од које село нема веће користи. Поред пољопривредне функције село врши школску (осморазредна школа), трговинску (једна трговинска радња) и здравствену (амбуланта). Насеље је и седиште месне заједнице за насеља: Церања и Кошутово.

## Демографија
- попис становништва 1948: 219
- попис становништва 1953: 230
- попис становништва 1961: 336
- попис становништва 1971: 300
- попис становништва 1981: 259
- попис становништва 1991: 241

У селу 2004. године живи 163 становника. Ово је једно од 3 села са албанском етничком већином у општини Лепосавић. Данашње становништво чине родови : Ахмети, Алија, Алиу, Аљиа, Аљиу, Арифај, Бајрами, Бехрами, Хајдари, Хајрулаху, Хаљиљи, Хаљити, Хасани, Хетеми, Имери, Мехмети, Мухареми, Муслија, Муслиу, Мусљиу, Мустафа, Садику, Сами, Сулејмани, Сељмани, Селмани, Ука и Захити.